# Mallosia
Mallosia is een kevergeslacht uit de familie van de boktorren (Cerambycidae). De wetenschappelijke naam van het geslacht werd voor het eerst geldig gepubliceerd in 1862 door Mulsant.

## Soorten
Mallosia omvat de volgende soorten:
- Mallosia nonnigra Özdikmen & Aytar, 2012
- Mallosia armeniaca Pic, 1897
- Mallosia brevipes Pic, 1897
- Mallosia costata Pic, 1898
- Mallosia gobustanica Danilevsky, 1990
- Mallosia herminae Reitter, 1890
- Mallosia imperatrix Abeille de Perrin, 1885
- Mallosia interrupta Pic, 1905
- Mallosia mirabilis (Faldermann, 1837)
- Mallosia tristis Reitter, 1888
- Mallosia baiocchii (Sama, 2000)
- Mallosia galinae Danilevsky, 1990
- Mallosia scovitzii (Faldermann, 1837)
- Mallosia jakowlewi Semenov, 1895
- Mallosia tamashaczi Sama & Székely, 2010
- Mallosia graeca (Sturm, 1843)